# سيدة إسماعيل كاشف
سيدة إسماعيل الكاشف من كبار المؤرخين والباحثين المصريين، عضو في المجمع العلمي العربي بدمشق، أستاذ جامعي.

## سيرة حياته
الاستاذة الدكتورة سيدة إسماعيل كاشف من مواليد سنة 1915 تقريبا. أستاذ كرسي التاريخ الإسلامي والوسيط والوكيل الأسبق لكلية البنات بجامعة عين شمس والحاصلة علي وسام الجمهورية. زوجة المؤرخ زكي محمد حسن وهي من الرعيل الأول من المؤرخين المصريين درست اجيالا كثيرة واشرفت على مئات الرسائل والاطروحات واسهمت في ندوات ومؤتمرات كثيرة داخل مصر وخارجها. لها كم كبير من الدراسات والبحوث المنشورة في المجلات العلمية والثقافية. ألفت وحققت كتبا في غاية الأهمية تعد من المراجع المهمة في تاريخنا الإسلامي عرفت بدقتها وموضوعيتها وحيويتها والتزامها بالمنهج التاريخي
كانت منذ مطلع شبابها ذواقة للأدب العربي يحفظ كثيراً من الشعر العربي القديم، وكانت منتديات الإسكندرية الأدبية تجمع بينها وبين أصدقائها من أدباء وشعراء من أمثال: عبد الرحمن شكري، وإبراهيم مصطفى وعبد اللطيف النشار، والشاعر حسن فهمي. أسس العبّادي لجنة لوضع كتب علمية حديثة سنة 1914، سميِّت (لجنة التأليف والترجمة والنشر)، وأخرج عدداً من الكتب من مطبوعات هذه اللجنة، وأسهم مع طه حسين في نشر كتاب النثر المنسوب لقدامة وقدَّم له وعلق عليه، وأما دراساته التاريخية وكتبه فقد حوَّل العبّادي التاريخ من رواية أو قصة تُحكى إلى مرتبة العلم بالنقد والمقارنة والدراسة الدقيقة على أسس ومناهج علمية ثابتة.
نشر أبحاثه التاريخية في مجلتي «الرسالة» و»الثقافة» ثم في مجلات الجامعات العلمية، وجُمِعَتْ في مجلدين بعنوان «صور من التاريخ الإسلامي».

## مؤلفاته
لها العديد من الكتب التاريخية:
- عبد العزيز بن مروان -- 1967 -- ك
- السمائلي، سالم بن حمود بن شامس تحقيق سيدة إسماعيل كاشف -- اصدق المناهج في تمييز الاباضية من الخوارج -- 1979 -- ك
- مصادر التاريخ الإسلامي ومناهج البحث فيه -- د.ت -- ك
- مصر في عصر الولاة: من الفتح العربي إلى قيام الدولة الطولونية -- 1988 -- ك
- عمان في فجر الإسلام -- 1989 -- ك
- السير والجوابات لعلماء وأئمة عمان/ج1 -- 1986 -- ك
- مصر في عصر الطولونيين -- 1960 -- ك
- مصر في عصر الاخشيديين -- 1950 -- ك[2]

## قالوا فيها
كانت "الكاشف" تجمع إلى قوة النقد وطرافة الاستنباط، فطرة سليمة تجعلها تسعى إلى فهم كل شئ، وقدرة ممتازة على فهم النصوص، وإدراك أساليب اللغة، وفهم دقيق لمعانيها، وكانت واسعة المعرفة، دقيقة الفهم، جدلاً من قواعدها النحوية، وكانت كثير الرواية للشعر، وحفظ المأثور.

## وفاتها
أُحيلت على التقاعد سنة 1977، ولم تنقطع عن الكتابة والتأليف حتى وفاتها 2018.